# Грађанска кућа у улици Максима Горког 15
Грађанска кућа у улици Максима Горког 15 налази се у ширем центру Лесковца. Уписана је у листу заштићених споменика културе Републике Србије (ИД бр. СК 938).

## Карактеристике
Кућа је грађена је 1928. године у власништву трговачке породице Тасић. Квадратне је основе, а има сутерен, високо приземље и простран таван наткривен мансардним кровом. Улазна партија је у средини, а чине је прилазно степениште, тераса и улазни трем, изнад које је мања излазна тераса у виду надзитка са плитком лађом и завршним елементом атике у виду лучног тимпанона. Лево и десно су троделни прозорски отвори. Фасаду чине кровни венац са фризом, оквири прозора у малтеру са парапетним венцем и рељефом од балустера у нивоу парапета. Геометријска декорација присутна је у пољима фасадног фриза. Сокла зграде изведена је од вештачког камена, са отворима обликованим у виду сегментних лукова и снабдевеним декоративним гвозденим решеткама. Сачувана је аутентична столарија. Дворишна ограда заједно са капијом обликована је у складу са целином. Објекат представља изузетно вредан пример грађанско станбене архитектуре и то као целина са двориштем, вртом и прилазом, посебно у погледу организације једног породичног станбеног простора у прилогу култури становања не само оног времена кад је подигнута већ и уопште.